# 快速戰鬥支援艦

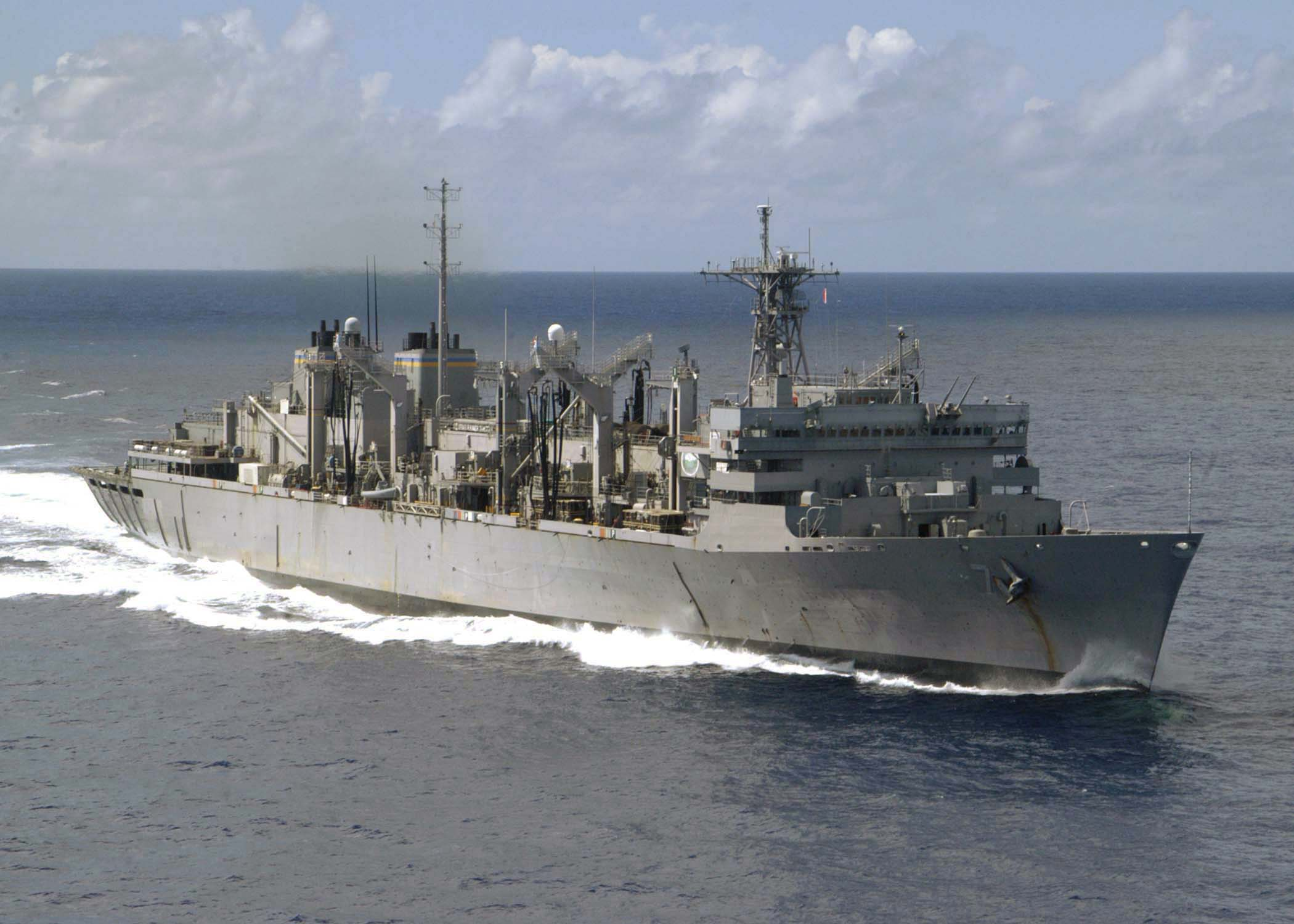
供应级雷尼尔号在西太平洋执行任务，摄于2004年

快速戰鬥支援艦（美國海軍通用艦船分類符號：AOE）是一种现代海军的辅助船舰。与传统的战斗支援舰不同，快速战斗支援舰往往具备更高的航行速度，配合航空母舰战斗群进行作战行动，并为舰队提供各种必要物资补给。目前只有美国海军与中国人民解放军海军分别在各自航母编队中部署了2艘这类快速战斗支援舰。

## 历史

### 美国海军

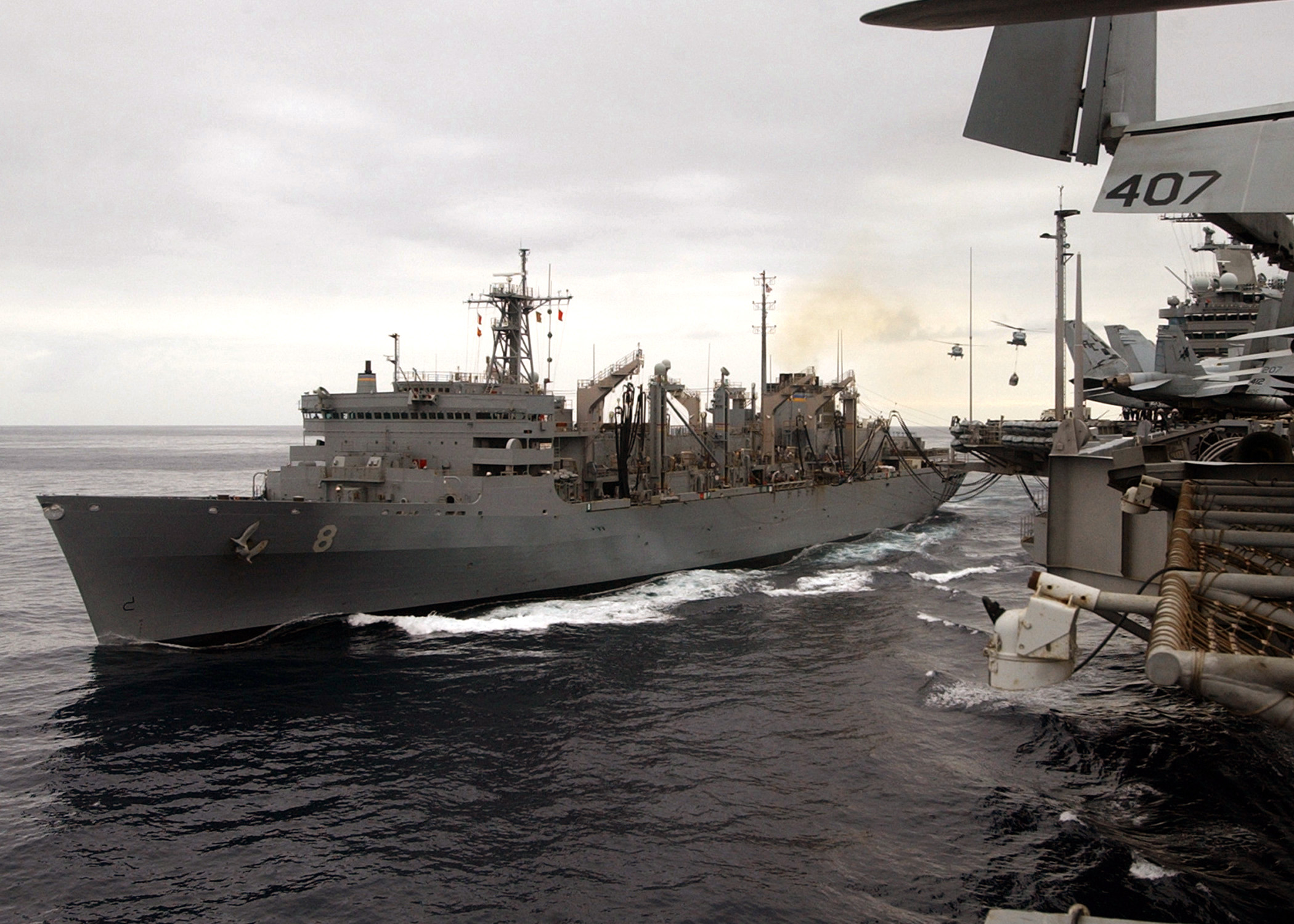
第三艘供应级北极号执行海上补给任务

美国海军首先提出快速战斗支援舰的概念，设计的初衷是要把传统的三种最重要的补给合并到一艘船上，集油料补给、弹药补给和冷鲜食物补给于一身。除此以外，快速战斗支援舰要兼具高速航行的性能，并装备少量武器、雷达以及通信设备，能在航母打击群中分担一小部分的作战功能。这种设想最早由美国海军上将阿利·伯克根据自己在二战中的作战经验提出。
美军的第一艘快速战斗支援舰为萨克拉门托级，1963年下水并于次年服役。该舰全长242.3米，满载排水量53,000吨，是当时美国海军油弹补给能力最强的舰船，甲板上可以搭载两架CH-46直升机。该型支援舰一共建造了4艘，已于2005年全部退役。
供应级是美国海军服役的第二型快速战斗支援舰，以替代老旧的萨克拉门托级。同前级一样，该级支援舰共建造了4艘，分别于1994年至1998年间入列服役。供应级全长229.8米，吨位稍逊前级，约为49,600吨。能搭载17.7万桶燃油，2,150吨弹药以及约500吨货物与250吨冷鲜食物。
2001年之前，供应级装备有海麻雀导弹、密集阵近防系统等武器，但2001年后均被拆除，只保留数挺勃朗宁M2重机枪。由于维护成本高昂，2014年美国军事海运司令部决定将其中的两艘雷尼尔号和布里奇号除役。其运输任务被分配给普通的各型补给舰，包括刘易斯与克拉克级物资补给舰、亨利·J·凯泽级油料补给舰以及约翰·刘易斯级油料补给舰等。

### 解放军海军

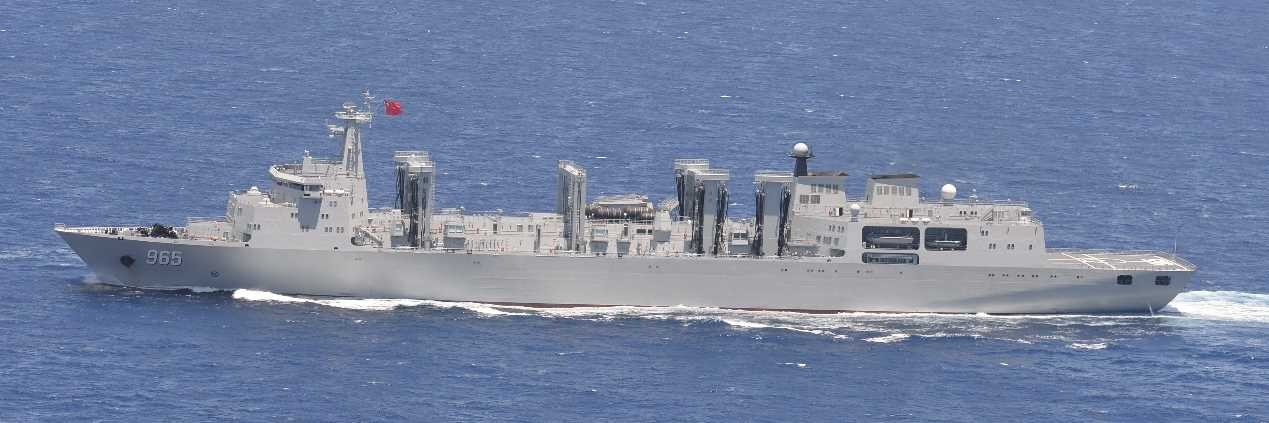
901型首舰呼伦湖号在太平洋航行

解放军海军于2003年起服役903型综合补给舰，共下水11艘。该级舰全长178.5米，排水量23,000吨，是解放军第一批成级建造远洋补给船。但该级舰航速不到20节，无法跟随航母编队展开快速打击任务。2017年901型综合补给舰首舰呼伦湖号服役，成为解放军海军舰队第一艘快速战斗支援舰。901型全长241米，满载排水量48,000吨，最高航行速度超过25节，可以跟随航母舰队灵活部署。901型共建造完成2艘，分别为呼伦湖号和查干湖号。。

## 快速战斗支援舰列表

### 美国
- 萨克拉门托级快速战斗支援舰（均以除役）
  - AOE-1 萨克拉门托号（英语：USS Sacramento (AOE-1)）
  - AOE-2 卡姆登号（英语：USS Camden (AOE-2)）
  - AOE-3 西雅图号（英语：USS Seattle (AOE-3)）
  - AOE-4 底特律号（英语：USS Detroit (AOE-4)）
- 供应级快速战斗支援舰
  - T-AOE-6 供应号（英语：USNS Supply）
  - T-AOE-7 雷尼尔号（英语：USNS Rainier (T-AOE-7)）（已除役）
  - T-AOE-8 北极号（英语：USNS Arctic (T-AOE-8)）
  - T-AOE-10 布里奇号（英语：USNS Bridge）（已除役）

### 中国
- 901型综合补给舰
  - 901“呼伦湖”号
  - 905“查干湖”号